# Siamese Dream
Siamese Dream è il secondo album in studio degli Smashing Pumpkins, pubblicato il 27 luglio 1993, che ha decretato il primo grande successo del gruppo nella scena rock mondiale. L'album fuse insieme influenze da generi musicali molto variegati: il rock psichedelico, il dream pop, il grunge, l'heavy metal e il rock progressivo.
Nonostante delle sessioni di registrazione irte di difficoltà e di tensioni, Siamese Dream ha debuttato al numero dieci della classifica di Billboard, ha venduto oltre quattro milioni di copie negli Stati Uniti e oltre sei milioni in tutto il mondo, consacrando gli Smashing Pumpkins come uno dei gruppi principali del rock alternativo. Dall'album vennero estratti quattro singoli: Cherub Rock, Today, Disarm e Rocket. Oltre ad aver ricevuto critiche per lo più positive al momento della sua uscita, l'album è ampiamente considerato uno dei migliori degli anni novanta. La rivista Rolling Stone lo ha inserito al 360º posto della sua lista dei 500 migliori album.

## Contesto
Gli Smashing Pumpkins si formarono a Chicago nel 1988. Il loro album di esordio, Gish, era stato pubblicato con la Caroline Records nel 1991 ottenendo un risultato inaspettato per successo e consensi. Dopo l'uscita di Nevermind più tardi in quello stesso anno, gli Smashing Pumpkins vennero indicati come "i nuovi Nirvana". La band fu scritturata dalla Caroline Records, collegata alla Virgin Records, e cominciò a registrare il secondo album. Il frontman Billy Corgan sentiva pesantemente "una grande pressione per fare in modo che il prossimo album infuochi il mondo intero". L'immensa "ansia da prestazione" era intensificata da una situazione già problematica di suo: il batterista Jimmy Chamberlin aveva una dipendenza sempre più grave dall'eroina, il chitarrista James Iha e la bassista D'arcy Wretzky avevano da poco concluso la loro relazione e Corgan, oltre a continue battaglie contro l'eccessivo aumento di peso e la depressione suicida, era alle prese con il blocco dello scrittore.
L'album fu registrato principalmente tra il dicembre 1992 e il marzo 1993. La band si trasferì ai Triclops Studios di Marietta, in Georgia, per le sessioni dell'album, in modo da poter evitare amici e distrazioni locali e per tagliare Chamberlin fuori dai suoi legami con la droga.  Butch Vig ha ripreso il suo ruolo di produttore dopo aver lavorato al loro album di debutto Gish; ha poi ha dichiarato: "Billy [Corgan] e io abbiamo alzato l'asticella davvero in alto. Volevamo realizzare un disco dal suono molto ambizioso. È stato tutto fatto su nastro analogico, quindi richiedeva molto tempo. Lavoravamo 12 ore al giorno, sei volte al giorno. Ogni settimana per circa tre mesi, e negli ultimi due mesi abbiamo lavorato sette giorni su sette, 14 o 15 ore al giorno perché eravamo in ritardo."

## Testi
La maggior parte dei testi trattano della sua ragazza e futura moglie Chris Fabian, con la quale aveva rotto al momento di scrivere i brani. Alcuni brani trattano di altri argomenti. In Cherub Rock, la traccia di apertura, Corgan attacca l'industria discografica statunitense, mentre in Today parla di un giorno in cui aveva avuto pensieri depressivi e suicidi. Spaceboy è dedicata da Billy Corgan al suo fratellastro Jesse Anderson, affetto da autismo.

## Accoglienza
Siamese Dream ha raggiunto il 10º posto nella classifica Billboard 200 negli Stati Uniti, il 4º posto nella UK Albums Chart nel Regno Unito nel 1993 e il 7º posto nella classifica ARIA Charts in Australia nel 1994. L'album ha ricevuto la nomination come migliore album di rock alternativo ed il gruppo come migliore performance vocale hard rock, al Grammy Awards del 1994.

## Formazione
Hanno partecipato alle registrazioni, secondo le note dell'album:
The Smashing Pumpkins
- Billy Corgan – voce, chitarra, mellotron in Spaceboy
- James Iha – chitarra, voce
- D'arcy Wretzky – basso e voce
- Jimmy Chamberlin – batteria

Altri musicisti
- Mike Mills – piano in Soma
- David Ragsdale – violino in Disarm e Luna
- Eric Remschneider – violoncello in Disarm e Luna

Tecnici
- Butch Vig – produzione
- Billy Corgan – produzione
- Jeff Tomei – ingegneria del suono
- Tim Holbrook – ingegneria
- Alan Moulder – missaggio
- Howie Weinberg – mastering

## Tracce
Testi e musiche di Billy Corgan, eccetto dove indicato.
1. Cherub Rock – 4:58
2. Quiet – 3:41
3. Today – 3:19
4. Hummer – 6:57
5. Rocket – 4:06
6. Disarm – 3:17
7. Soma – 6:39 (Corgan, Iha)
8. Geek U.S.A. – 5:13
9. Mayonaise – 5:50 (Corgan, Iha)
10. Spaceboy – 4:28
11. Silverfuck – 8:43
12. Sweet Sweet – 1:38
13. Luna – 3:20

Traccia bonus edizione giapponese
1. Pissant (Hikari Express) – 2:31

## Classifiche

### Classifiche settimanali
| Classifica (1993) | Posizione massima |
| ----------------- | ----------------- |
| Regno Unito       | 4                 |
| Stati Uniti       | 10                |
| Classifica (1994) | Posizione massima |
| Australia         | 7                 |
| Canada            | 3                 |
| Germania          | 64                |
| Norvegia          | 25                |
| Nuova Zelanda     | 3                 |
| Paesi Bassi       | 22                |
| Svezia            | 19                |

### Classifiche di fine anno
| Classifica (1994) | Posizione |
| ----------------- | --------- |
| Stati Uniti       | 15        |